# Videoportero

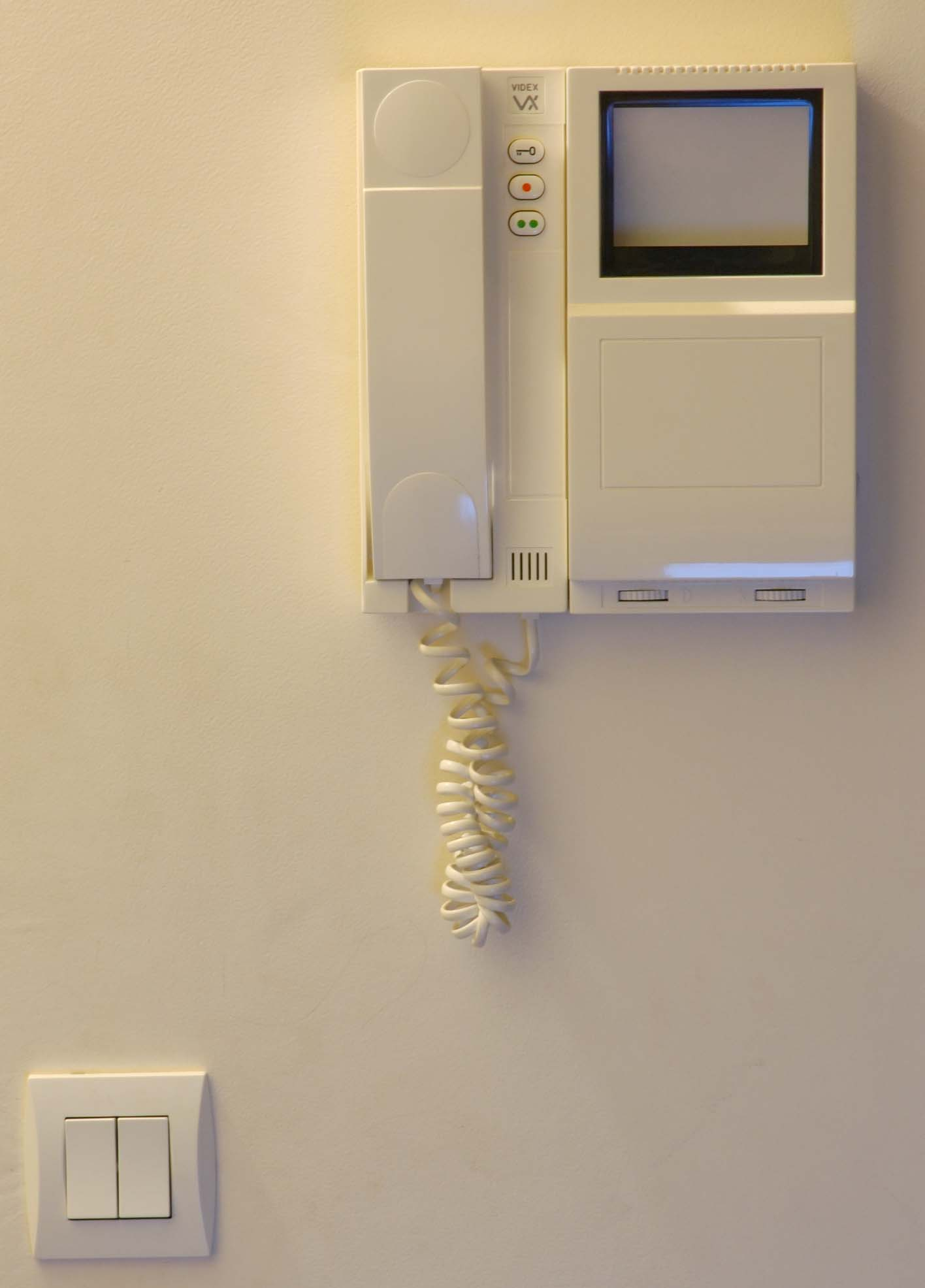
Videoportero.

El videoportero (según la Ortografía de la  RAE es incorrecto escribir vídeo portero) es un sistema autónomo que sirve para gestionar las llamadas que se hacen en la puerta de un edificio (sea complejo residencial, vivienda unifamiliar, centros de trabajo, etc), controlando el acceso al mismo mediante la comunicación audiovisual entre el interior y el exterior a través de un circuito cerrado de televisión (cctv).
La característica principal del videoportero es que permite que la persona que ocupa el interior identifique la visita, pudiendo, si lo desea (y solo si lo desea), entablar una conversación y/o abrir la puerta para permitir el acceso de la persona que ha llamado.

## El equipo
El videoportero se compone de elementos en la calle y en la vivienda: una placa en el exterior, un abrepuertas eléctrico y un monitor para el interior. 
La placa exterior o placa de calle es un panel que se instala junto a la puerta de la entrada y en el que se integran distintos elementos preparados para su uso en cualquier circunstancia climática: uno o varios pulsadores para realizar la llamada al interior (habitualmente uno por vivienda), una microcámara adaptada para visión nocturna que capta la imagen de la persona que llama, un micrófono que recoge su voz y un altavoz que reproduce, en la calle, la voz de quien ocupa el interior.

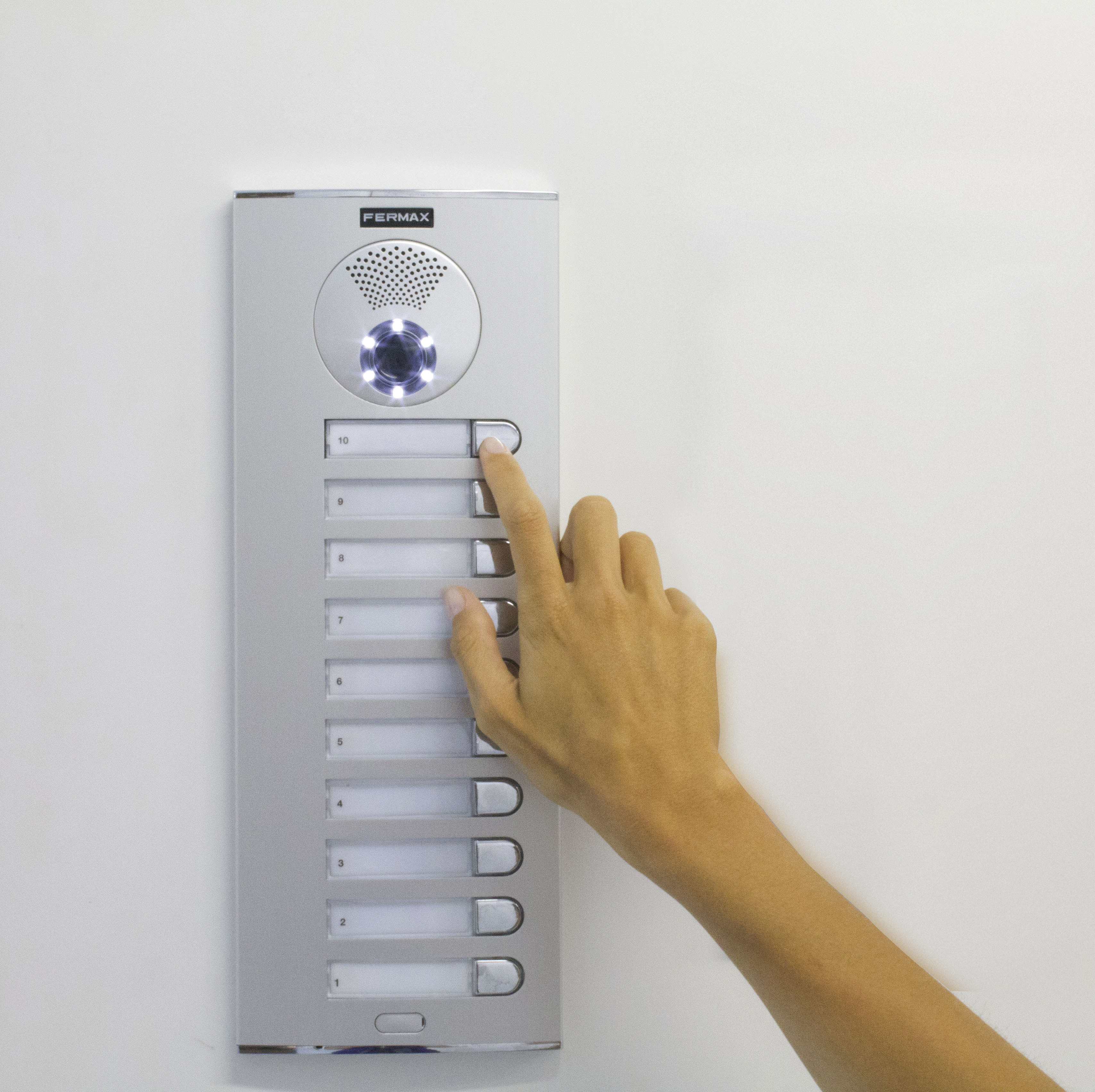
La placa exterior de un videoportero permite incluye pulsadores para llamar a las viviendas y una cámara que captura la imagen de la calle.

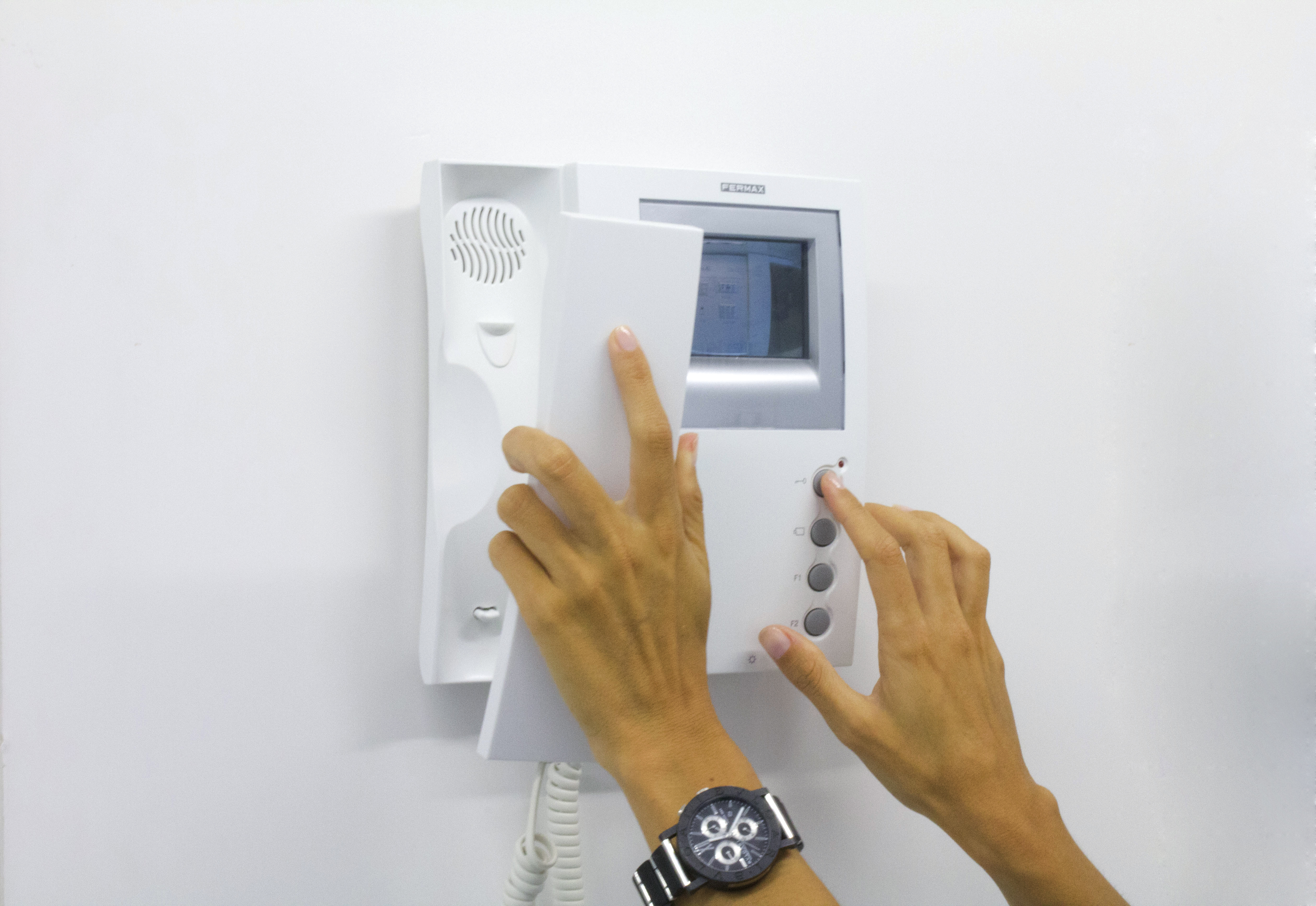
El monitor de videoportero permite ver quién ha llamado a una vivienda, hablar con la visita y abrir la puerta principal.

El monitor de videoportero, que se instala en el interior, consta de una pantalla en la que se visualiza la imagen de la persona que ha llamado, micrófono y auricular para la conversación y un pulsador que permite accionar el abrepuertas. La comunicación que se establece es totalmente dúplex, de sentido doble.
El abrepuertas eléctrico es el dispositivo que se instala en la cerradura de la puerta para que, accionado desde el interior del edificio, levante el pestillo franqueando de ese modo el paso al visitante.

## Variantes habituales del equipo
Hay múltiples variantes sobre este formato básico. Además de las placas de calle con un pulsador por vivienda, es posible encontrar otras que cuentan con un teclado numérico: en ese caso, adaptado para grandes grupos residenciales, las viviendas se identifican por códigos. Otras incorporan placas informativas estáticas o incluso pantallas pequeñas para guiar a los usuarios o para facilitar el uso a personas con discapacidad.
En el monitor de videoportero es posible encontrar modelos con un auricular similar al de un teléfono junto a otros denominados «manos libres». Hay también monitores con memorias, que almacenan una imagen cada vez que alguien llama a la puerta, y videopoteros con pantalla táctil, por ejemplo.

## Funcionamiento automático
Cuando un visitante acciona uno de los pulsadores de la placa de calle, la cámara de la misma se conecta y la imagen captada en el exterior aparece en el monitor. Esta conexión se produce de forma automática, sin que sea necesario activar el equipo, convirtiéndose en uno de los aspectos esenciales del videoportero. A partir de este momento, la persona que se encuentra en el interior del edificio puede abrir la puerta si lo desea o puede iniciar una conversación, que suele ser secreta (no puede ser escuchada por otros usuarios del mismo inmueble). El equipo se desconecta también de forma automática transcurrido un tiempo determinado.
Para este funcionamiento, el videoportero en su conjunto utiliza la energía en baja tensión que le suministra la troncal del edificio, independientemente de la instalación de las viviendas, por lo que los equipos se pueden utilizar aunque el suministro se haya interrumpido en una vivienda.

## Funciones adicionales
Muchos de los terminales que se encuentran en el mercado están preparados para admitir ampliaciones, convirtiendo el monitor de videoportero en una central pequeña para controlar automatismos. Desde él se puede visualizar una o varias cámaras adicionales instaladas en otros accesos, accionar encendido de luces, apertura de una segunda puerta, etc.
También existe la posibilidad de ver la misma imagen y sonido que aparece en el videoportero en la televisión.

## Videoporteros con control de accesos
Es habitual la integración de videoporteros con diferentes sistemas de control de accesos. Esto supone que, en la misma placa de calle, se instalan elementos que permiten a determinados usuarios previamente autorizados a acceder al interior de un recinto. Los medios más habituales son las tarjetas de proximidad, lector de huella dactilar, teclado para número secreto o incluso bluetooth o WiFi activado por un teléfono móvil.

## Equipos adaptados
Actualmente, es posible encontrar en el mercado diferentes equipos que ofrecen un uso más accesible para personas con diferentes discapacidades. Así, pensando en personas invidentes, la placa de calle puede incorporar informaciones en braille junto a los pulsadores; también añaden un sintetizador de voz que indica cuándo se ha abierto la puerta. Para personas con discapacidad auditiva, la placa de calle puede incorporar una pantalla que informa mediante iconos sobre el estado de la comunicación: si el usuario está llamando, si desde el interior hablan o abren la puerta. También pensando en este tipo de usuarios, al monitor se le puede incorporar un bucle inductivo, elemento que interactúa con los audífonos convencionales facilitando la conversación con el exterior sin que su presencia sea advertida por el resto de usuarios. También se pueden añadir avisos acústicos o visuales de llamada.